# 만주국 시종무관처
만주국 시종무관처(滿洲國侍從武官處)는 만주국의 황제직할기관이다.

## 개요
1939년(강덕 6년)에 설치된 기관으로 만주국 황제를 항상 보필하고, 군사에 관한 주상(奏上)・봉답(奉答) 및 명령을 전달하고, 의식 등에 황제와 함께 참석하는 것을 임무로 하였다. 육군 상장(上將)・중장(中將)의 시종무관장과 5인의 시종무관으로 구성되었다.